# NGC 5539
NGC 5539 (другие обозначения — MCG 1-36-33, ZWG 46.84, PGC 51054) — галактика в созвездии Волопас.
Этот объект входит в число перечисленных в оригинальной редакции «Нового общего каталога».